# Michaela Conlin
Michaela Conlin (Allentown, Pensilvania, 9 de junio de 1978) es una actriz estadounidense.

## Biografía
De madre china (Denise Conlin) y padre irlandés (Fran Conlin), Michaela Conlin nació el 9 de junio de 1978 y creció en Allentown (Pensilvania). Participó en su primera obra de teatro a los siete años de edad y, desde entonces, actuó en varias producciones comunitarias y regionales.
Conlin se mudó a la ciudad de Nueva York para estudiar actuación y fue aceptada en la Escuela de Arte Tisch de la Universidad de Nueva York. Mientras preparaba su licenciatura en Bellas Artes con especialización en Teatro, apareció en varias producciones de la Compañía de Teatro Atlantic y de la Escuela de Teatro Playwrights Horizons. Además, viajó a Ámsterdam para estudiar en el Programa de Entrenamiento Internacional del Theatre Wing.
Después de obtener el título en la Universidad de Nueva York, Conlin fue seleccionada para participar de la serie documental The It Factory para la televisión por cable, que mostraba la vida de jóvenes actores en la ciudad de Nueva York. Poco después, se fue a vivir a Los Ángeles, donde rápidamente obtuvo su primer papel principal en la serie MDs, como la idealista y joven residente bajo el ala de dos renegados doctores, interpretados por William Fichtner y John Hannah. Luego, obtuvo el papel principal en la serie dramática The D. A., como una honesta consejera política del fiscal de distrito Steven Weber. En 2005 entró en la serie Bones con el papel de Angela Montenegro, una joven artista que trabaja en un equipo del Instituto Jeffersonian encargado de ayudar al FBI en sus investigaciones.
Además de trabajar en televisión, Conlin ha aparecido en varias películas, entre ellas Garmento y Amar al límite, protagonizada por Adrien Brody, o el filme independiente Open Window con Robin Tunney.

## Filmografía
Cine:
- Amar al límite (2001) - Cara
- Quimera (2002) - reportera de televisión
- Garmento (2002) - Marcy
- Open Window (2006) - Miranda
- Enchanted (2007) - May
- The Lincoln Lawyer (2011) - Detective Sobel
- Baby, baby, baby (2015) - Courtney Lee
- La Casa del pánico (2016) - Jules
- Bad Trip (2021) - Maria
- Junction (2024) - Lisa

Televisión:
Los dos amores de mi vida. Prime.
- Law & Order (un episodio, 2001) - Rocky
- The Division (un episodio, 2002) - House Director
- MDs (diez episodios, 2002) - Dra. Maggie Yang
- JAG. Alerta roja (un episodio, 2003) - Tte. Mary Nash
- The D. A.  (n.º de episodios desconocido, 2004) - Jinette McMahon
- Casual (1 episodio, 2016) .  Claire
- Bones (162 episodios, 2005 a 28 de marzo de 2017) - Angela Montenegro
- Here and Now (3 episodios, 2018) - Sharon Chen
- Yellowstone (6 episodios, 2018-2019) - Sarah Nguyen
- Law & Order: Organized Crime (10 episodios, 2021-2022) - Angela